# Polaris (Marvel)
Polaris (echte naam Lorna Dane) is een superheldin uit de strips van Marvel Comics. Zij is een lid van de X-Men.

## Geschiedenis
Lorna kreeg voor het eerst te maken met de X-Men toen zij Bobby Drake (Iceman) ontmoette. Het klikte tussen deze twee, maar niet lang na hun ontmoeting werd Lorna gehersenspoeld door Mesmero, die haar krachten voor zijn eigen gewin wilde gebruiken. Ze werd bevrijd door de X-Mannen en is toen reserve-lid van dit team geworden, samen met Havok (Alex Summers).
Lorna en Havok deelden een passie voor geologie en werden verliefd op elkaar. Niettemin heeft ze altijd een goede verstandhouding met Iceman behouden.
Ze verliet de X-Men toen een nieuw team het oude kwam vervangen nadat dit nieuwe team hen had gered uit de klauwen van Krakoa. Vervolgens is Lorna een rustig leven gaan leiden met Alex.
Zij en Alex zijn korte tijd gehersenspoelde handlangers geweest van het buitenaardse wezen Erik the Red. Na deze perikelen zijn zij verhuisd naar Muir Island, waar zij Doctor Moira MacTaggart hielpen op haar Genetische Onderzoekscentrum. Polaris' relatie met Alex zou turbulent blijven door de belangrijke rol die de idealen van Professor X bleven spelen in hun levens. Later voegden beide mutanten zich bij het nieuwe X-Factor team.
Het zou later blijken dat de superschurk Magneto Lorna's biologische vader was. Ze is ook door meerdere fases van psychologische instabiliteit gegaan.
Tegenwoordig is Polaris al jarenlang lid van het X-Mannen-team dat geleid wordt door Havok.

## Krachten en vaardigheden
Haar aangeboren mutantengave is het magnetisme; als 'Meesteres van het Magnetisme' kan zij magnetische velden manipuleren, alsook het magnetische veld van de aarde opheffen zodat zij kan vliegen, of zelfs -als zij zich tot het uiterste inspant- voorwerpen de ruimte in lanceren. Een bijzonder kenmerk dat haar tekent als mutant is haar natuurlijke groene haarkleur.

## House of M
Recentelijk verloor Polaris, net als veel andere mutanten, haar krachten door toedoen van Scarlet Witch in de House of M verhaallijn.

## In Andere Media
- In de film X2 verscheen haar naam op een computerscherm waarop een lijst van mutanten werd getoond.

## Bron
The Official Handbook of the Marvel Universe vol.5